# Новосёловка (Краматорский район)
Новосёловка (укр. Новоселівка) — посёлок в Краматорском районе Донецкой области Украины, центр Новоселовского поселкового совета.

## Географическое положение
Посёлок находится на реке Нетриус (приток реки Северский Донец), в 15 км от ближайшей железнодорожной станции Славяногорск.

## История
Поселение было основано в XVII веке и до 1808 года было известно как хутор Заболочанский.
27 октября 1938 года поселение получило статус посёлка городского типа.
В 1953 году здесь действовали семилетняя школа, библиотека и клуб.
В 1981 году здесь находились пруды "Донрыбкомбината", действовали средняя школа, две библиотеки, клуб и медицинская амбулатория.
С апреля по сентябрь 2022 была под контролем ВС РФ, 23 сентября 2022 года поселок был освобожден силами 81-й аэромобильной бригады и Национальной гвардии Украины.

## Население
В январе 1989 года численность населения составляла 1656 человек.
По состоянию на 1 января 2013 года численность населения составляла 1363 человека.

## Местный совет
84450, Донецкая обл., Лиманский р-н, пгт Новосёловка, ул. Партизанская, 9, 36-7-32

## Археология
Новоселовское городище находится на мысе левого берега Северского Донца у места впадения в него реки Нитриус. В 1920—30 гг. Н. В. Сибилев собрал здесь археологический материал.
На левом берегу Нитриуса, к юго-востоку от городища, расположено обширное посадское поселение. Оно тянулось более чем на 1000 м с юга на север. Керамика салтово-маяцкой культуры здесь близка керамическому комплексу Сидоровского городища.
Похоже, что Новоселовское городище существовало только в хазарское время. Оно входило в четверку самых крупных раннесредневековых поселений среднего течения Северского Донца.